# Tensō Sentai Goseiger
Tensō Sentai Goseiger (jap. 天装戦隊ゴセイジャー Tensō Sentai Goseijā; Anielski Oddział Bojowy Goseiger) – japoński serial z gatunku tokusatsu z roku 2010. Jest trzydziestym czwartym serialem z sagi Super Sentai, stworzony przez Toei Company. Emitowany był na kanale TV Asahi od 14 lutego 2010 roku do 6 lutego 2011 roku. Liczył 50 odcinków. Wyprodukowano także film Goseiger: Epic on.
Jest to pierwszy Sentai, w którym pojawiają się 3 praktycznie niezrzeszone grupy złoczyńców. Jego amerykańską adaptacją jest serial Power Rangers Megaforce.

## Fabuła
10 tysięcy lat temu grupa ludzi ze specjalnymi mocami (zwanych Gosei Aniołami) przeniosła się z Ziemi do Świata Gosei (Zaświatów), więc nie sprawiała problemów innym ludziom. Mimo to postanowili chronić Ziemię od zła. Kiedy pewnego dnia na celowniku Warstar – kosmitów-żołnierzy znalazła się Ziemia, niszczą oni Gosei Wieżę – jedyny środek przemieszczania się między Ziemią a Zaświatami. Piątka Gosei Aniołów przybyła na Ziemię by ochronić ją i znaleźć drogę powrotną do domu.

## Goseigersi
Gosei Anioły dzielą się na 3 plemiona: Skick (władają powietrzem), Landick (władają ziemią) i Seaick (władają wodą). W połowie serialu piątka Goseigersów otrzymuje moc Cudownych Głowic i staje się Super Goseigersami. Charakterystyczną cechą tej drużyny jest brak jej oficjalnego lidera, choć zwykle za przywódcę uważani są Arata albo Hyde.
- Alata (jap. アラタ) / Gosei Czerwony (jap. ゴセイレッド Gosei Reddo; Gosei Red) – pochodzi z plemienia Skick, włada mocą burzy. Jest młodym, naiwnym, dziecinnym, ale odważnym człowiekiem. Przyjaźni się z Nozomu Amachim.

- Eri (jap. エリ) / Gosei Różowy (jap. ゴセイピンク Gosei Pinku; Gosei Pink) – przyjaciółka Alaty, także pochodzi z plemienia Skick, włada mocą wiatru. Jest bardzo opiekuńczą osobą. Optymistka, lubi jeść słodycze.

- Agri (jap. アグリ) / Gosei Czarny (jap. ゴセイブラック Gosei Burakku; Gosei Black) – narwany młodzieniec z plemienia Landick, włada mocą skał. Chce być silniejszy od pozostałych Goseigersów. Starszy brat Moune.

- Moune (jap. モネ Mone) / Gosei Żółty (jap. ゴセイイエロー Gosei Ierō; Gosei Yellow) – młodsza siostra Agriego, tak jak jej brat, Moune pochodzi z plemienia Landick. Włada mocą urodzaju. Jest najmłodszą osobą w grupie. Mimo to jest bardzo ostra i często denerwuje tym Eri. Z czasem obydwie dziewczyny się zaprzyjaźniają.

- Hyde (jap. ハイド Haido) / Gosei Niebieski (jap. ゴセイブルー Gosei Burū; Gosei Blue) – najstarszy z grupy, Hyde jest jedynym Goseigersem pochodzącym z plemienia Seaick. Włada mocą fal. Spokojny, cichy i mądry, ale za to bardzo szczegółowy. Jego towarzysz Magis został zabity przed rozpoczęciem akcji serialu, kiedy ochronił Hyde'a od ataku potwora.

- Gosei Rycerz (jap. ゴセイナイト Gosei Naito; Gosei Knight) – tajemniczy wojownik, o którym nikt nie słyszał w Zaświatach. Gosei Rycerz to tak naprawdę Głowica Groundion (グランディオンヘッダー Gurandion Heddā, Groundion Hedder). 10 tysięcy lat temu walczył u boku Brajiry przeciwko Yūmajū, lecz skończył zamknięty w lodzie. Wtedy też zjednoczył się z Ziemią i uzyskał swą drugą formę. Został wskrzeszony, by ochraniać planetę, jednak nie jest chętny, by pomagać ludziom, którzy jak sam uważa, są źli i niszczą Ziemię. Kiedy Yūmajū zostali pokonani, Rycerz nie wiedział, czy dołączyć do piątki, czy dalej działać na własną rękę. Ostatecznie zrozumiał, że ich cele są takie same i przyłączył się do Goseigersów. Niedługo potem zostaje zainfekowany złą energią przez Brajirę i działa dla niego, jednak Alata usuwa z Rycerza zło, a wojownik powraca do drużyny. Kiedy Mantrintis i Brajira zostają pokonani, Gosei Rycerz planuje zregenerować swoje siły. W przeciwieństwie do Gosei Aniołów Gosei Rycerz włada tajemniczą mocą Knightick, która daje mu władzę nad mocami wszystkich trzech plemion. W swojej prawdziwej formie przypomina lwa. Może się wtedy połączyć z ciężarówką, a także z dwoma Braćmi Knightick w Gosei Ziemię.

### Pomocnicy
- Datas (jap. データス Dētasu) – robot wysłany na Ziemię przez Mistrza Głowę przed zawaleniem się Niebiańskiej Wieży. Przypomina automat do gry w Super Sentai Battle: Dice-O. Jest jedynym źródłem kontaktów Goseigersów z Zaświatami. Śpi w stanie wstrzymania, potrafi zlokalizować obecność wroga. W połowie serii otrzymuje zdolność przemiany w Hiper Datasa.
- Nozomu Amachi (jap. 天知 望 Amachi Nozomu) – uczeń czwartej klasy podstawówki, syn profesora Amachi. W pierwszym odcinku został ocalony przez Alatę i oddał mu znalezioną Gosei Kartę. Jedyny człowiek, któremu Goseigersi nie skasowali pamięci. Stał się wtedy ich pomocnikiem i jedyną osobą, która wie, że ci młodzi ludzie to Goseigersi. Bliski przyjaciel Alaty.
- Profesor Shūichirō Amachi (jap. 天知 秀一郎博士 Amachi Shūichirō-hakase) – ojciec Nozomu, właściciel Obserwatorium Amachi, w którym piątka zatrudniła się po przybyciu na Ziemię. Profesor nie wie o ich prawdziwym celu. Niedługo później dowiaduje się o Gosei Aniołach od samego Mistrza Głowy, który ze względu na czyste serce profesora uczynił go medium między nim a piątką.
- Mistrz Głowa (jap. マスターヘッド Masutā Heddo) - szef Gosei Aniołów, z wyglądu przypomina głowę złożoną z trzech symboli plemion (Skick, Seiack i Landick). Pomaga im, dając informacje o Warstar i Yūmajū. Poświęca się pod koniec serii, by Goseigersi utworzyli Gosei Ultimate'a.
- Magis (jap. マジス Majisu) / Gosei Zielony (jap. ゴセイグリーン Gosei Gurīn; Gosei Green) - przyjaciel Hyde'a, również pochodził z plemienia Seiack. Poświęcił swoje życie przed rozpoczęciem serii chroniąc Hyde'a od ataku potwora.

### Uzbrojenie
- Tensouder (jap. テンソウダー Tensōda) - specjalne urządzenie służące do odczytywania Gosei Kart, które jest modułem przemiany Goseigersów.
- Gosei Blaster (ゴセイブラスター Gosei Burasutā) - mały pistolet laserowy będący boczną bronią każdego Goseigersa. Każdy z wojowników może doczepić swoją Głowicę do lufy broni, co zwiększa jej moc.
- Gosei Buster (ゴセイバスター Gosei Basutā) - ostateczna broń Goseigersów przypominająca działo w kształcie kuszy. Powstaje z połączenia ich pięciu osobistych broni. Po umieszczeniu w slotach Gosei Bustera kart Gosei Dynamic broń ta wystrzeliwuje potężny strumień energii.
  - Miecz Skick (スカイックソード Sukaikku Sōdo, Skick Sword) - szabla, osobista broń Gosei Czerwonego.
  - Strzelba Skick (スカイックショット Sukaikku Shotto, Skick Shot) - ręczne działko z dwoma lufami, osobista broń Gosei Różowego.
  - Topór Landick (ランディックアックス Randikku Akkusu, Landick Axe) - ciężki topór bojowy, osobista broń Gosei Czarnego.
  - Szpon Landick (ランディッククロー Randikku Kurō, Landick Claw) - rękawica z dwoma szponami, osobista broń Gosei Żółtego.
  - Kusza Seaick (シーイックボーガン Shīikku Bōgan, Seaick Bowgun) - kusza, osobista broń Gosei Niebieskiego.
- Sky Buster (スカイクバスター Sukai Basutā) - działko powstałe z połączenia Miecza Skick i Strzelby Skick. Używane przez Gosei Czerwonego i Gosei Różowego.
- Landsea Buster (ランドシーバスター Randoshī Basutā) - działko powstałe z połączenia Kuszy Seaick, Topora Landick i Szponu Landick. Używane przez Gosei Niebieskiego, Gosei Czarnego i Gosei Żółtego.
- Leon Cellular (レオンセルラー Reon Serurā) - telefon komórkowy należący do Gosei Rycerza, posiada funkcję odczytywania Gosei Kart.
- Leon Laser (レオンレーザー Reon Rēzā) - osobista broń Gosei Rycerza będąca pistoletem laserowym z możliwością zmiany w miecz. Gosei Rycerz może podczepić do niego Leon Cellulara i Wulkan Głowicę, aby wykonać atak zwany Knight Dynamic.
- Gosei Niebomiecz (ゴセイテンソード Gosei Tensōdo, Gosei Tensword) - specjalne szable z umieszczonymi w nich Super Głowicami. Dzięki tym broniom Goseigersi mogą stać się Super Goseigersami (スーパーゴセイジャー Sūpā Goseijā). Może połączyć się z Tensouderem w Super Niebomiecz.

### Gosei Głowice
Gosei Głowice (ゴセイヘッダー Gosei Heddā, Gosei Headders) są istotami w kształcie zwierzęcych głów, które służą pomocą odpowiednim Goseigersom, którzy wzywają je za pomocą Gosei Kart. Głowice mogą połączyć się z Gosei Blasterami, a także z dużymi pojazdami tworząc Gosei Maszyny, które następnie łączą się w roboty.
- Głowica Smok (ドラゴンヘッダー Doragon Heddā, Dragon Headder)
- Głowica Feniks (フェニックスヘッダー Fenikkusu Heddā, Phoenix Headder)
- Głowica Wąż (スネークヘッダー Sunēku Heddā, Snake Headder)
- Głowica Tygrys (タイガーヘッダー Taigā Heddā, Tiger Headder)
- Głowica Rekin (シャークヘッダー Shāku Heddā, Shark Headder)
- Bracia Seaick (シーイックブラザー Shīikku Burazā, Seaick Brothers)
  - Głowica Płaszczka (マンタヘッダー Manta Heddā, Manta Headder)
  - Głowica Piłonos (ソーシャークヘッダー Sōshāku Heddā, Sawshark Headder)
  - Głowica Młot (ハンマーシャークヘッダー Hanmāshāku Heddā, Hammershark Headder)
- Bracia Landick (ランディックブラザー Randikku Burazā, Landick Brothers)
  - Głowica Rogacz (クワガヘッダー Kuwaga Heddā, Kuwaga Headder)
  - Głowica Tyranozaur (ティラノヘッダー Tirano Heddā, Tyranno Headder)
  - Głowica Nosorożec (サイヘッダー Sai Heddā, Sai Headder)
- Bracia Skick (スカイックブラザー Sukaikku Burazā, Skick Brothers)
  - Głowica Jastrząb (タカヘッダー Taka Heddā, Taka Headder)
  - Głowica Kruk (クロウヘッダー Kurō Heddā, Crow Headder)
  - Głowica Pteranodon (プテラヘッダー Putera Heddā, Ptera Headder)
- Egzotyczni Bracia (エキゾチックブラザー Ekizochikku Burazā, Exotic Brothers)
- Głowica Jajo (エッグヘッダー Eggu Heddā, Egg Headder)
- Rycerscy Bracia (ナイトブラザー Naito Burazā, Knight Brothers)
  - Głowica Groundion (グランディオンヘッダー Gurandion Heddā, Groundion Headder)
  - Głowica Sealeon (シーレオンヘッダー Shīreon Heddā, Sealeon Headder)
  - Głowica Skyon (スカイオンヘッダー Sukaion Heddā, Skyon Headder)
- Głowica Działko (バルカンヘッダー Barukan Heddā, Vulcan Headder)
- Głowica Hiperzmiany (ハイパーチェンジヘッダー Haipāchenji Heddā, Hyperchange Headder)
- Cudowne Gosei Głowice (ミラクルゴセイヘッダー Mirakuru Gosei Heddā, Miracle Gosei Headder)
  - Cudowna Głowica Smok (ミラクルドラゴンヘッダー Mirakuru Doragon Heddā, Miracle Dragon Headder)
  - Cudowna Głowica Feniks (ミラクルフェニックスヘッダー Mirakuru Fenikkusu Heddā, Miracle Phoenix Headder)
  - Cudowna Głowica Wąż (ミラクルスネークヘッダー Mirakuru Sunēku Heddā, Miracle Snake Headder)
  - Cudowna Głowica Tygrys (ミラクルタイガーヘッダー Mirakuru Taigā Heddā, Miracle Tiger Headder)
  - Cudowna Głowica Rekin (ミラクルシャークヘッダー Mirakuru Shāku Heddā, Miracle Shark Headder)

### Mecha
- Gosei Wielki (ゴセイグレート Gosei Gurēto, Gosei Great) - główny robot Goseigersów, który powstaje z połączenia pięciu legendarnych Gosei Maszyn. Uzbrojony jest w Miecz Smoka, którym dokonuje ostatecznego ataku zwanego Wielkim Uderzeniem. Gosei Wielki może połączyć się z innymi maszynami oraz Głowicami. Zadebiutował w odcinku 2.
  - Gosei Smok (ゴセイドラゴン Gosei Doragon, Gosei Dragon) - maszyna Gosei Czerwonego, powstaje z połączenia Głowicy Smoka z Jumbo-Jetem. Formuje głowę, tors, skrzydła oraz Miecz Smoka.
  - Gosei Feniks (ゴセイフェニックス Gosei Fenikkusu, Gosei Phoenix) - maszyna Gosei Różowego, powstaje z połączenia Głowicy Feniksa z myśliwcem F-16. Formuje lewą rękę.
  - Gosei Wąż (ゴセイスネーク Gosei Sunēku, Gosei Snake) - maszyna Gosei Czarnego, powstaje z połączenia Głowicy Węża z pociągiem shinkansen. Formuje nogi i prawą stopę.
  - Gosei Tygrys (ゴセイタイガー Gosei Taigā, Gosei Tiger) - maszyna Gosei Żółtego, powstaje z połączenia Głowicy Tygrysa ze spycharką. Formuje lewą stopę.
  - Gosei Rekin (ゴセイシャーク Gosei Shāku, Gosei Shark) - maszyna Gosei Niebieskiego, powstaje z połączenia Głowicy Rekina z łodzią podwodną. Formuje prawą rękę.
- Seaick Gosei Wielki (シーイックゴセイグレート Shīikku Gosei Gurēto, Seaick Gosei Great) - połączenie Gosei Wielkiego z Braćmi Seaick. Jest zdolny do analizowania zdolności przeciwnika.
- Landick Gosei Wielki (ランディックゴセイグレート Randikku Gosei Gurēto, Landick Gosei Great) - połączenie Gosei Wielkiego z Braćmi Landick. Specjalizuje się w walce z odporniejszymi oponentami.
- Skick Gosei Wielki (スカイックゴセイグレート Sukaikku Gosei Gurēto, Skick Gosei Great) - połączenie Gosei Wielkiego z Braćmi Skick. Jest zdolny do wytwarzania ogłuszających fal sonicznych.
- Gosei Ziemia (ゴセイグランド Gosei Gurando, Gosei Ground) - połączenie Groundiona oraz Braci Knightick. Jest to osobisty robot Gosei Rycerza.
  - Groundion (グランディオン Gurandion) - połączenie Gosei Rycerza/Głowicy Groundion z potężną ciężarówką. Stanowi górną część Gosei Ziemi.
  - Sealeon (シーレオン Shīreon)
  - Skyon (スカイオン Sukaion)
- Ziemo Gosei Wielki (グランドゴセイグレート Gurando Gosei Gurēto, Ground Gosei Great)
- Datas Hiper (データスハイパー Dētasu Haipā, Datas Hyper)
- Hiper Gosei Wielki (ハイパーゴセイグレート Haipā Gosei Gurēto, Hyper Gosei Great)
- Gosei Ostateczny (ゴセイアルティメット Gosei Arutimetto, Gosei Ultimate)
- Ostateczny Gosei Wielki (アルティメットゴセイグレート Arutimetto Gosei Gurēto, Ultimate Gosei Great)

## Złe Duchy

### Warstar
Warstar - kosmiczna armia owadopodobnych istot którzy przybyli na Ziemię w celu wyssania jej naturalnych zasobów.
- Mons Drake
- Dereputa Meteor
- Buredoran Kometa
- Kosmiczne Insekty

### Yūmajū
Yūmajū - demoniczne stworzenia które przez 10.000 lat były uwięzione w skrzyni Erurei. Po wydostaniu się z niej na nowo zamierzali zniszczyć Ziemię.
- Kingugon Wielka Stopa

- Makuin Śluz

- Buredoran Czupacabra

- Pozostałe Yumaju

### Mantrintis
Mantrintis - starożytne mechaniczne imperium które tak samo jak Warstars i Yūmajū pragnęło zniszczyć Ziemię.
- Robogog Cesarz
- Metal Alice Spieg
- Buredo-RUN Cyborg
- Matroidy

### Brajira
Buredoran/Brajira - prawdziwy wróg Gosegersów i upadły Gosei Anioł. Przedtem ukrywał się pod imieniem Buredoran i współpracował z poprzednimi armiami zła. Jego celem było zniszczenie Ziemi w celu jej otworzenia.

## Obsada
- Arata/Gosei Czerwony: Yudai Chiba
- Eri/Gosei Różowy: Rika Satō
- Aguri/Gosei Czarny: Kyōsuke Hamao
- Moune/Gosei Żółty: Mikiho Niwa
- Hyde/Gosei Niebieski: Kento Ono
- Nozomu Amachi: Sakuya Nakamura
- Profesor Amachi: Louis Yamada LIII
- Datas: Kōki Miyata (głos)
- Gosei Rycerz: Katsuyuki Konishi (głos)
- Brajira: Nobuo Tobita (głos)
- Monsdrake: Shōzō Iizuka (głos)
- Derepta: Rikiya Koyama (głos)
- Makuin: Chafūrin (głos)
- Kinggon: Kōsuke Takaguchi (głos)
- Robogorg: Jūrōta Kosugi (głos)
- Metal-Alice: Marina Inoue (głos)
- Mistrz Głowa, Narrator: Ikuya Sawaki (głos)

## Muzyka
Opening
- "Tensō Sentai Goseiger" (jap. 天装戦隊ゴセイジャー Tensō Sentai Goseijā)

Słowa: Yumi Yoshimoto
Kompozycja: YOFFY
Aranżacja: Hiroaki Kagoshima
Wykonanie: NoB (Project.R)
Ending
- "Gotcha☆Goseiger" (jap. ガッチャ☆ゴセイジャー Gatcha Goseijā)

Słowa: Shōko Fujibayashi
Kompozycja: Takafumi Iwasaki
Aranżacja: Project.R (Kenichirō Ōishi)
Wykonanie: Hideyuki Takahashi (Project.R)
Odcinki: 1-7, 12, 15, 16, 22, 28, 31, 33, 39-41, 43, 48-50
- "Gotcha☆Goseiger TYPE 2 REMIX" (jap. ガッチャ☆ゴセイジャー TYPE 2 REMIX Gatcha Goseijā Taipu Tsū Rimikkusu)

Słowa: Shōko Fujibayashi
Kompozycja: Takafumi Iwasaki
Aranżacja: Project.R (Kenichirō Ōishi)
Wykonanie: Hideyuki Takahashi (Project.R)
Odcinki: 8-11, 13, 14, 17-21, 23-27, 29, 30, 32, 34-38
- "Gotcha☆Goseiger (TYPE 2 Gosei Angel Version)" (jap. ガッチャ☆ゴセイジャー（TYPE2護星天使ヴァージョン） Gatcha Goseijā (Taipu Tsū Gosei Tenshi Vājon))

Słowa: Shōko Fujibayashi
Kompozycja: Takafumi Iwasaki
Aranżacja: Project.R (Kenichirō Ōishi)
Wykonanie: Goseigers & Hideyuki Takahashi (Project.R)
Odcinki: 42, 44-47